# Rhyacophila tralala
Rhyacophila tralala är en nattsländeart som beskrevs av Schmid 1970. Rhyacophila tralala ingår i släktet Rhyacophila och familjen rovnattsländor. Inga underarter finns listade i Catalogue of Life.